# William M. Evarts
William Maxwell Evarts (Boston, 6 de febrero de 1818-Nueva York, 28 de febrero de 1901) fue un abogado y político estadounidense, que se desempeñó como Secretario de Estado, fiscal general de los Estados Unidos y senador por el estado de Nueva York.
Famoso por sus habilidades como litigante, estuvo involucrado en tres de las causas más importantes de la jurisprudencia política estadounidense en su época: el proceso de impeachment contra el presidente Andrew Johnson, el arbitraje de Ginebra sobre las reclamaciones de Alabama y las contiendas ante la comisión electoral para resolver la elección presidencial de 1876.

## Biografía

### Primeros años
Nació en febrero de 1818 en Charlestown, Massachusetts, hijo de Jeremiah Evarts y Mehitabel Barnes Sherman. Su madre era hija de Roger Sherman, padre fundador de Connecticut, firmante de la Declaración de Independencia, los Artículos de la Confederación y la Constitución. Del lado paterno, era descendiente de un inmigrante inglés establecido en Connecticut en el siglo XVII.
Asistió a Boston Latin School y luego a Yale College. Mientras estuvo en Yale, se convirtió en miembro de dos sociedades secretas, la Sociedad Linoniana, literaria y de debate, y Skull and Bones; años más tarde denunció a ambas sociedades secretas. Evarts fue uno de los fundadores de la revista literaria Yale en 1836. Se graduó en 1837.
Después de la universidad se mudó a Windsor (Vermont), donde dio clases en una escuela. Posteriormente asistió a la Escuela de Derecho Harvard. Tras finalizar a sus estudios, se mudó a Nueva York trabajando en el estudio de abogados de Daniel Lord; fue admitido en el colegio de abogados en 1841.

### Carrera política
Se asoció con los intereses Whig de la ciudad dominados por Thurlow Weed, miembro de la Asamblea Legislativa del Estado. En 1849 fue nombrado asistente del fiscal general de los Estados Unidos para el distrito de Nueva York. Sirvió hasta 1853. En 1851 también fue nombrado comisionado de la Almshouse (más tarde conocido como los comisionados de la caridad y la corrección).
En 1861 se postuló contra Horace Greeley para ocupar el escaño en el Senado vacante por William H. Seward (quien se había convertido en el Secretario de Estado de Abraham Lincoln), pero cuando ninguno de los dos pudo obtener los votos necesarios, la Legislatura acordó designar a Ira Harris.
Formó el Comité de Defensa de la Unión de Nueva York durante la guerra civil estadounidense. Fue delegado a la convención constitucional del estado de Nueva York de 1867. En la convención constitucional, fue miembro del comité permanente sobre el preámbulo y la declaración de derechos y del comité del poder judicial.

#### Administraciones de Johnson y Grant
Fue el abogado principal del presidente Andrew Johnson durante su juicio de destitución. Presentó el argumento final de Johnson, que aseguró su absolución, un evento que parecía poco probable cuando comenzó el juicio. Posteriormente, Evarts fue nombrado fiscal general de los Estados Unidos tras la negativa del Senado a reconfirmar a Henry Stanbery en el cargo, del cual Stanbery había renunciado para participar en la defensa de Johnson. Evarts ocupó el cargo desde julio de 1868 hasta marzo de 1869. Como fiscal federal, abordó temas internacionales, incluidas investigaciones de posibles expediciones de filibusteros a Centroamérica. Estas investigaciones llevaron finalmente a la detención del barco Cleopatra, que formaba parte de la expedición de Narciso López contra Cuba.
En 1872 fue abogado de los Estados Unidos ante el tribunal de arbitraje de las reclamaciones de Alabama en Ginebra (Suiza). Su argumento oral ayudó a los reclamos estadounidenses por la destrucción de barcos militares de la Unión, barcos comerciales y carga comercial por parte del CSS Alabama y otros barcos confederados que habían sido construidos y navegados desde puertos británicos durante la guerra civil. Durante la guerra, había visitado Francia para abogar por la causa de la Unión e intentar disuadir al gobierno francés de permitir la construcción de buques de guerra confederados.

#### Secretario de Estado

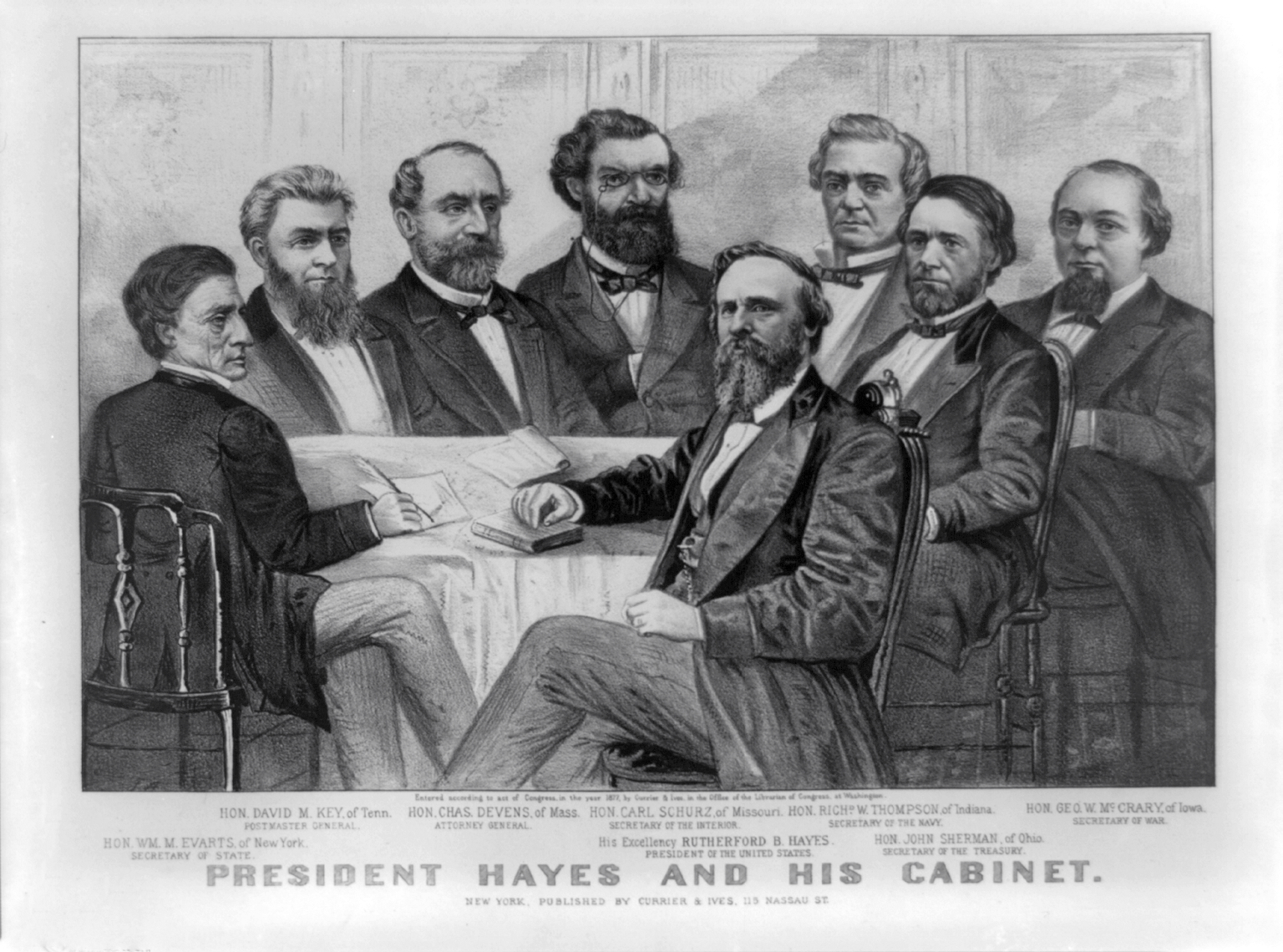
El gabinete de Hayes. Evarts se encuentra en el extremo izquierdo.

Se desempeñó como abogado del presidente electo Rutherford B. Hayes ante la comisión electoral conformada para resolver la disputada elección presidencial de 1876. Durante la administración del presidente Hayes, se desempeñó como Secretario de Estado. Inicialmente, no actuó sobre informes de corrupción en el servicio exterior y apoyó acciones contra los denunciantes internos John Myers, Wiley Wells y más tarde John Mosby. Sin embargo, cuando el expresidente Ulysses S. Grant continuó escuchando tales quejas durante su gira en el exterior, y cuando fueron confirmadas por analistas internos, Evarts comenzó a investigar antes de las elecciones de 1880. Consiguió la renuncia de su subordinado favorito, Frederick W. Seward, y posteriormente de varios cónsules en el Lejano Oriente, incluidos George Seward, David Bailey y David Sickels.
Como secretario de estado, puso varias condiciones para el reconocimiento estadounidense del gobierno de Porfirio Díaz en México, incluyendo el derecho de las tropas estadounidenses a cruzar la frontera mexicana para perseguir a los pueblos nativos. El gobierno de Díaz respondió con una condena de las demandas y trasladó tropas a la frontera. Bajo la amenaza de una investigación en el Congreso, Evarts retrocedió y extendió el reconocimiento, pero no retiró la orden, permitiendo la persecución a través de la frontera hasta 1880.
También enfrentó los desafíos internos de los partidarios de la lucha contra la inmigración en la costa oeste, quienes comenzaron a hacer demandas más firmes para evitar que los inmigrantes chinos ingresasen a los Estados Unidos a pesar de las disposiciones del Tratado de Burlingame-Seward de 1868. En 1880, envió un comité para negociar con el gobierno chino en un esfuerzo por asegurar el respaldo chino de las restricciones a la inmigración. Los funcionarios chinos no estaban dispuestos a permitir una prohibición absoluta, pero estaban dispuestos a aceptar límites.
También intentó sin éxito negociar la paz entre Chile, Perú y Bolivia durante la guerra del Pacífico, y rechazó una oferta británica de mediación conjunta.

#### Senador
En 1884 obtuvo el apoyo de los legisladores estatales para ser senador por el estado de Nueva York, ocupando una banca desde 1885 hasta 1891. Mientras estuvo en el Congreso (49.º, 50.º y 51.er congresos), se desempeñó como presidente del comité de la biblioteca del Senado, de 1887 a 1891. También fue patrocinador de la Ley del Poder Judicial de 1891, también conocida como la Ley Evarts, que creó las Cortes de Apelaciones de Estados Unidos.

### Últimos años y fallecimiento
Se retiró de la vida pública en 1891 debido a problemas de salud. Posteriormente continuó con la práctica legal en la ciudad de Nueva York, donde falleció en 1901. Fue sepultado en el cementerio de Ascutney en Windsor (Vermont).